# 感じてナイト
「感じてナイト」（かんじてナイト）は、1980年8月21日に発売されたレイジーの11枚目のシングル。

## 解説
「ヘヴィー・メタル宣言」の後に発売された本シングルは、デビュー当時から続いていたアイドル路線から完全に脱却して本来の音楽的嗜好だったハードロックの道を踏み出す第一歩であり、アルバム『宇宙船地球号』の前哨戦となった。
A面の「感じてナイト」は、2009年に新しい歌詞で「感じてKnight」としてリメイクされた。B面の「ドリーミー エクスプレス トリップ」のリードボーカルは高崎晃で、影山ヒロノブ以外のメンバーがシングルでリードボーカルを担当するのは本楽曲が初となる。

## 収録曲
- 両楽曲共に、作詞：伊達歩／作曲：水谷公生

1. 感じてナイト [03:03]
編曲：水谷公生
2. ドリーミー エクスプレス トリップ [04:31]
編曲：水谷公生、高崎晃
※アルバム『宇宙船地球号』では「DREAMY EXPRESS TRIP」と表記されている。

## カバー
感じてナイト
- 比莉 - 1982年10月、アルバム『愛得太苛』（POP82-7108）収録。台湾語カバー。題名は『美麗的愛情唱出來 = Sing Out. Beautiful Love』。